# Pantophaea jordani
Pantophaea jordani är en fjärilsart som beskrevs av James John Joicey och Talbot 1916. Pantophaea jordani ingår i släktet Pantophaea och familjen svärmare. Inga underarter finns listade i Catalogue of Life.